# Camilaca (distrito)
Camilaca é um distrito do Peru, departamento de Tacna, localizada na província de Candarave.

## Transporte
O distrito de Camilaca é servido pela seguinte rodovia:
- TA-105, que liga o distrito de Ilabaya à cidade de Candarave[1][2][3]